# Noorderdwarsstraat
De Noorderdwarsstraat is een straat gelegen in Amsterdam-Centrum.

## Naam en ligging
De naam verwijst naar de voormalige buurt Noordse Bos (Noortsche Bos) tussen grofweg de Reguliersgracht en de Spiegelgracht waarbij een aantal huisjes werd gebouwd van het type wevershuis ofwel Huis van het Noortse-bos-type naar een model van Philips Vingboons. Om deze huisjes te kunnen bouwen werd hout gebruikt uit Noorwegen en Zweden. De straat dankt haar naam aan de Noorderstraat. De straat ligt meer dan een kilometer verwijderd van de Noorderkerk waar het dus niets mee te maken heeft.
Het korte straatje van nog geen vijftig meter lengte verbindt de Prinsengracht en de Noorderstraat. De straat gaat na die laatste kruising door als Eerste Nieuwe Looiersdwarsstraat.

## Gebouwen
Alhoewel gelegen in de buurt Noortse Bos is er geen wevershuisje in de Noorderdwarsstraat te vinden.

### Oostelijke gevelwand
Aan de oostelijke gevelwand bevinden zich de huizen met even huisnummers waarvan nummer 2 ontbreekt
| Object                                                                       | Bouwperiode | Monumentenstatus      | Omschrijving | Afbeelding |
| ---------------------------------------------------------------------------- | ----------- | --------------------- | --- | ---------- |
| Prinsengracht 696 afgebeeld de zijgevel aan de Noorderdwarsstraat            | 1900        | Gemeentelijk monument | Winkel/woonhuis vermoedelijk gebouwd voor slagerij Johan Andries Leibbrand; de eerste steen werd gelegd door zijn dochter Cornelia Susanna Leibbrand; architect P. van der Vliet |            |
| Noorderdwarsstraat 4                                                         |             |                       | |            |
| Noorderdwarsstraat 6                                                         |             |                       | |            |
| Noorderdwarsstraat 8-10                                                      |             |                       | |            |
| Noorderdwarsstraat 12                                                        |             |                       | Het pand kreeg in 1902 een extra etage, waarbij de halsgevel sneuvelde |            |
| Noorderdwarsstraat 14-16 Gebouw met witte en zwarte steentje op begane grond |             |                       | |            |
| Noorderdwarsstraat 18                                                        |             |                       | Uiterlijk van pakhuis |            |
| Noorderdwarsstraat 20                                                        |             | Gemeentelijk monument | |            |

### Westelijke gevelwand
Aan de westelijke gevelwand zijn de oneven huisnummers gevestigd.
| Object                                  | Bouwperiode | Monumentenstatus      | Omschrijving | Afbeelding |
| --------------------------------------- | ----------- | --------------------- | --- | ---------- |
| Prinsengracht 698                       |             | rijksmonument 4642    | Hoekhuis met klokgevel en op balkkoppen overgebouwde zijgevel uit de 17e eeuw; de houten pui uit de 19e eeuw is alleen aan de voorgevel gevoerd; de zijgevel heeft wel een bordes met voordeur maar geen huisnummer; omschrijving monumenterregister: door de indeling interessant hoekhuis |            |
| Noorderdwarsstraat 1-3                  |             | Gemeentelijk monument | J. Heuvelsland ontwierp voor dit gebouw in 1882 een nieuwe voorgevel en kap in de neorenaissancestijl |            |
| Noorderdwarsstraat 5                    |             |                       | |            |
| Noorderdwarsstraat 7                    |             | Gemeentelijk monument | Gevelsteen anno 1880; in 2010 grotendeels gerestaureerd door Stadsherstel |            |
| Noorderdwarsstraat 9                    |             | Rijksmonument 3897    | Pand met 18e-eeuwse gevel met klokvormige rollagentop |            |
| Noorderdwarsstraat 11 Noorderstraat 59A |             | Gemeentelijk monument | Architect: Justus Hendrik Scheerboom |            |